# Gerhard Heer
Gerhard Heer (19 dicembre 1955) è un ex schermidore tedesco, vincitore di una medaglia d'oro nella scherma ai giochi olimpici.